# Jordanita chloronota
Jordanita chloronota ist ein Schmetterling aus der Familie der Widderchen (Zygaenidae).

## Merkmale
Die Falter erreichen eine Vorderflügellänge von 12,0 bis 13,1 Millimeter bei den Männchen und 9,0 bis 10,0 Millimeter bei den Weibchen. Kopf und Thorax sind schwärzlich grün und schimmern schwach bläulich. Das Abdomen ist schwärzlich grau. Die Stirn (Frons) ist ungefähr doppelt so breit wie die Facettenaugen. Die Fühler der Männchen sind lang und schwarz und schimmern bläulich. Der Fühlerschaft ist an der Basis schlank und verdickt sich distal geringfügig. Die Fühler bestehen aus 43 bis 46 Segmenten. Die Vorderflügeloberseite ist bräunlich grün und schimmert nur schwach. Der Hinterflügel ist schwarzgrau und schwach transluzent. Die Flügelunterseiten sind dunkelgrau. Die Weibchen ähneln den Männchen, haben aber schmalere Flügel und abgerundetere Flügelspitzen. Die Fühler sind schwach gesägt.
Bei den Männchen befindet sich am ventralen Rand der Valve etwa auf halbem Wege zur Spitze ein Fortsatz. Das Vinculum ist mit einer stark sklerotisierten und distal abgerundeten Saccusplatte versehen. Der Aedeagus ist proximal breiter als distal. Auf der ausgestülpten Blase befinden sich zwei Bereiche, die mit Stacheln besetzt sind. Ein weiterer kleiner Bereich ist mit winzigen dreieckigen Nadeln versehen. Das 8. Abdominalsternit ist trapezförmig und lateral gekrümmt. Es erreicht den hinteren Rand des Segments.
Das Genital des Weibchens weist keine signifikanten Unterschiede zur ähnlichen Art Jordanita chloros auf (Beschreibung siehe dort).

### Ähnliche Arten
Die ähnliche Art Jordanita chloros ist kleiner, hat einen kräftigeren grünlichen Schimmer und einen bläulicheren Thorax. Bekanntermaßen kommt die ähnliche Art nicht sympatrisch mit J. chloronota vor, da sie bisher nicht auf der Südseite des Kilikischen Taurus beobachtet wurde. Während Jordanita chloros in trockenen, steppenartigen Biotopen vorkommt, besiedelt J. chloronota feuchtere blütenreiche Lokalitäten. Angesichts der enormen Variabilität von Jordanita chloros vor allem in der Türkei ist es möglich, dass J. chloronota nur eine Unterart von J. chloros darstellt, obwohl signifikante Unterschiede im Habitus und dem Genital der Männchen existieren.

## Verbreitung
Jordanita chloronota ist im Süden der Türkei an der Südseite des Kilikischen Taurus beheimatet und besiedelt relativ feuchte blütenreiche Wiesen.

## Biologie
Die Falter fliegen im Juni. Die Biologie der Art ist bisher unbekannt.